# Mad Catz
Mad Catz és una marca de perifèrics per a vídeojocs, coneguda sobretot pel model de ratolí (ordinador) R.A.T., dissenyat específicament per a jugar. i percebuda per crítics i aficionats com una tercera marca de poca qualitat: el seu nom entrà en l'slang com a sinònim de qualsevol producte barat o d'imitació.

## Cronologia
L'any 2001, Sony decidí revocar les llicències de perifèrics per a la PlayStation 2 a Mad Catz, entre altres companyies, malgrat l'escassedat de targetes de memòria per a alçar les partides.
L'any 2008 experimentà un augment de vendes netes del 50% (fins a 25,8 milions de dòlars), encara que això encara els suposà unes pèrdues d'1,2 milions al final de l'exercici: llavors la companyia intentava llevar-se eixa mala premsa amb la llicència dels instruments musicals del joc Rock Band 2.
L'abril del 2015 signaren un contracte amb Harmonix per a coproduir el Rock Band 4, però poc després Wells Fargo —un dels inversors de Mad Catz— posà en dubte la viabilitat de l'empresa en no aconseguir els guanys anuals esperats; Mad Catz acabà perdent 6,8 milions de dòlars i el CEO i altres executius deixaren la companyia, que hagué de despatxar a muntó de treballadors per a estalviar cinc milions a l'any; Harmonix rescindí el contracte amb ells i contractà els seus competidors, PDP, encara que autoritzava Mad Catz a vendre tots els perifèrics de Rock Band abans de la fi de l'any.

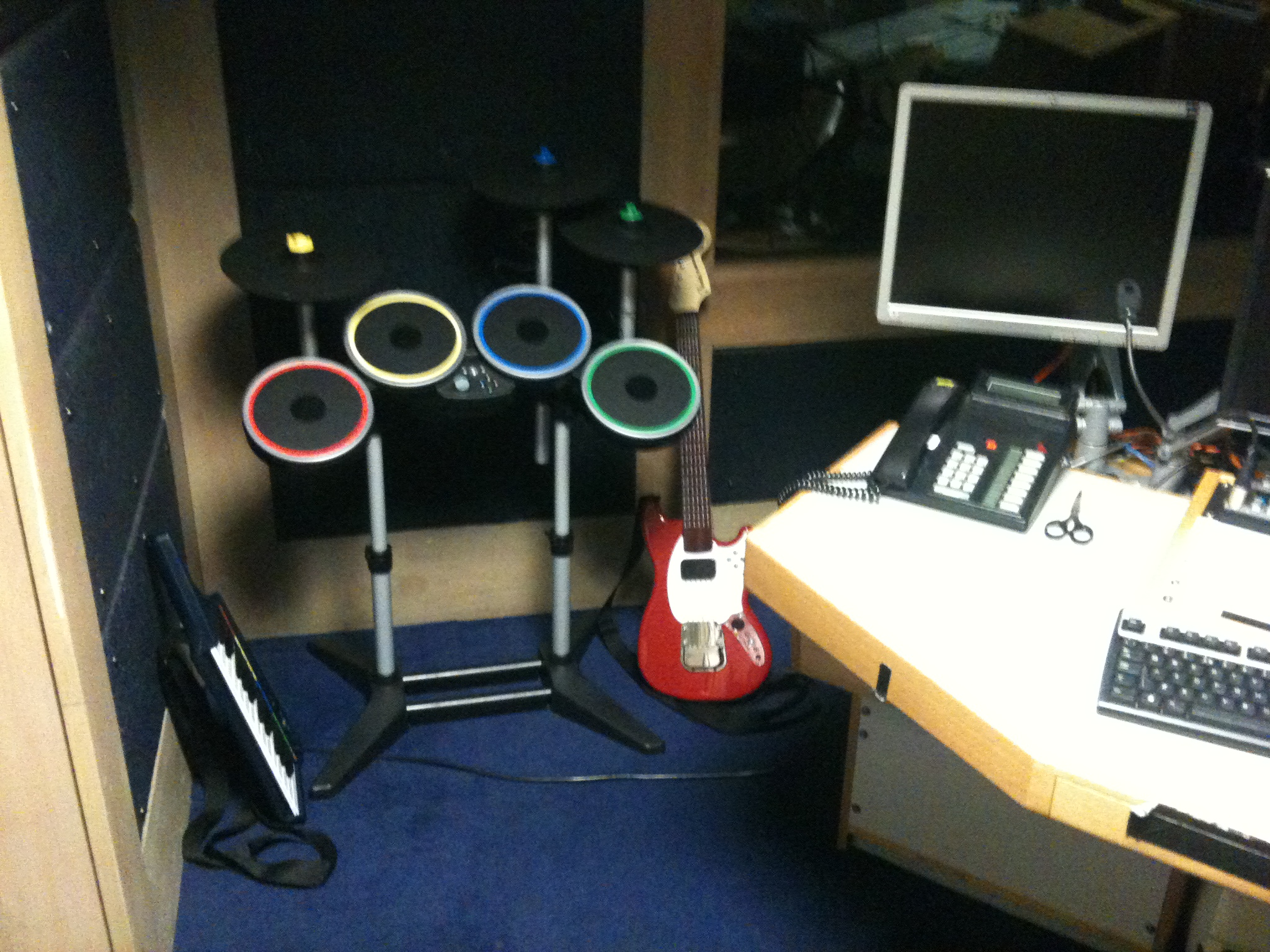
Accessoris del Rock Band 3

El 31 de març del 2017 es declarà en fallida.
El 2020 presentà nous productes en el marc del Consumer Electronic Expo: els R.A.T. Pro X3 Supreme (amb parts modulars), 8+ Adv (amb una resolució de 20,000 DPI), DWS (sense fils, amb huitanta hores de joc per càrrega) i Air S (sense fils, carregable per contacte amb l'estoreta); el fightstick E.G.O., de coberta intercanviable; els auriculars F.R.E.Q. 4, el teclat mecànic S.T.R.I.K.E. 13 i els comandaments C.A.T. 7 i C.A.T. 3, compatibles amb quasi totes les plataformes de joc.